# 吉姆·纳特
詹姆斯·T“吉姆”·纳特（James T. Nutt，1938年11月28日—）是美国艺术家，是被称为芝加哥意象派的超现实主义艺术运动的创始成员之一。纳特还是芝加哥艺术学院的成员。纳特的作品受到化外艺术冢，特别是瑞士疯狂画家阿道夫·渥夫、讓·杜布菲的原生艺术、日本与波斯艺木以及画框的样式与衬底的变化等影响，而后再加入卡通漫画、廉价广告、路边地摊、早期意大利文艺复兴的夹板花栏，其成熟作品的完成度很高，并能在现实于物象之间筑构出视觉上的矛盾性。其代表作为1977年完成的《拜托，这很重要》。